# Matthäus-Passion (Schütz)
De Matthäus-Passion (SWV 479), volledige titel: 'Historia des Leidens und Sterbens unseres Herrn und Heiland Jesu Christi nach dem Evangelisten Matthäus', is een geestelijk koorwerk gecomponeerd door Heinrich Schütz. Het werk stamt uit het jaar 1666, toen Schütz ook de Johannes-Passion componeerde, en staat in g-Dorisch.
De bezetting (gemengd koor/SATB) is louter vocaal, dit in tegenstelling tot de beroemde passiewerken van Johann Sebastian Bach.